# Schrammeln
Schrammeln ist ein deutscher Spielfilm von Géza von Bolváry aus dem Jahr 1944. Der Film hat nur wenig zu tun mit den echten „Schrammeln“, einem Wiener Volksmusik-Quartett des 19. Jahrhunderts.

## Handlung
Johann Schrammel, der mit seinem Bruder Josef Schrammel sowie Georg Dänzer und Anton Strohmayer ein Streichquartett bildet, hält seine leichten Kompositionen für minderwertig und weigert sich, diese aufzuführen. Joseph stiehlt daraufhin die Noten aus der Schreibtischlade, schreibt Texte dazu und zieht gemeinsam mit Strohmayer als Straßenmusikant durch Wien. Das einfache Volk ist begeistert, und die Lieder werden zu Gassenhauern, ohne dass Johann davon weiß. So erfährt auch der berühmte Musikverleger Haslinger davon, der Johann zum Vorspielen einlädt. Zur Verwunderung von Johann will Haslinger aber nichts von den ernsten Stücken wissen, sondern nur von den heiteren, die zufällig gerade jetzt von Josef und Strohmayer im Hof gespielt werden. Johann wird wütend, und alle vier zerstreiten sich. Die ebenfalls anwesende Fiakermilli, mit G´spür für das, was die Leute wollen, lockt die vier zu einer ihrer Vorstellungen und zwingt sie, gemeinsam zum ersten Mal als „Die Schrammeln“ zusammen zu spielen. Das Publikum ist begeistert, die Schrammeln werden berühmt, die finanziellen Nöte sind bald vorbei.
Josef, der mit Strohmayers Tochter verlobt ist, verliebt sich in Milli, die seine Liebe erwidert. Auch Johann, dem Milli nach einem Heurigenbesuch ein „Busserl“ gegeben hat, schwärmt heftig für sie. Daraufhin kommt es wieder zu einem heftigen Streit zwischen den Brüdern, und die Schrammeln trennen sich. Johann und Strohmayer sowie Joseph und Dänzer versuchen getrennt ihr Glück, das Publikum ist an halben Schrammeln aber nicht interessiert. Milli, die davon erfährt, als sie von einem Gastspiel aus Budapest zurückkehrt, wird von Strohmayer aufgeklärt. Sie wusste nicht, dass Josef verlobt ist, und beweist, dass sie keine leichtfertige Schauspielerin, sondern eine Frau mit Prinzipien ist: Ich habe nie einer Frau den Mann oder einem Mädel den Bräutigam weggenommen. Und ich werde es auch jetzt nicht tun, und wenn es mein eigenes Unglück bedeutet. Sie gibt ihre Verlobung mit dem reichen Bierbrauer Stelzer bekannt. Josef versöhnt sich mit seinem Bruder und seiner Verlobten, und die Schrammeln sind wieder zusammen.
Der Film beginnt als typische Hans-Moser-Komödie und wendet ihn dann in eine Liebestragödie, als Josef Schrammel in betörender Weise das Lied „Man ist einmal nur verliebt“ anstimmt, welches schließlich den ganzen Film auf vielfältige Weise durchdringt.

## Hintergründe
Die auf einer Idee von Hans Gustl Kernmayr beruhende und von Ernst Marischka in ein Drehbuch verwandelte Filmgeschichte bringt die Schrammeln in Zusammenhang mit einem anderen Wiener Original des 19. Jahrhunderts, der Fiaker-Milli (gespielt von Marte Harell).
Die Erstaufführung war am 3. März 1944. Ein bekanntes Schrammel-Lied, das in dem Film gesungen wurde und mit den Worten endete „…Hat kan Begriff davon, was Öst’reich is“ wurde auf Anordnung der Reichsfilmkammer mit „…Hat kan Begriff davon, wie schön’s da is“ synchronisiert. Bei Vorführungen im Wiener Scala-Kino überstimmte jedoch das Publikum spontan die Abänderung. Die Originalversion blieb erhalten und wurde nach Kriegsende wieder gezeigt.

## Auszeichnungen
Die Filmprüfstelle verlieh Schrammeln die Prädikate „künstlerisch wertvoll“ und „volkstümlich wertvoll“.

## Kritiken
- „Bunte Abziehbilder aus dem Wien der Jahrhundertwende (…) – dazu werden etwas Liebe, Humor und gemütvolle Stimmung serviert.“ (Wertung: 2 Sterne = durchschnittlich) – Adolf Heinzlmeier und Berndt Schulz in Lexikon „Filme im Fernsehen“ (Erweiterte Neuausgabe). Rasch und Röhring, Hamburg 1990, ISBN 3-89136-392-3, S. 721

- „Geldnot, Liebe, Eifersucht, Humor und viele gemütvolle Wiener Lieder. Unterhaltungsfilm für die ganze Familie.“ – „Lexikon des internationalen Films“ (CD-ROM-Ausgabe), Systhema, München 1997